# Dự toán thu ngân sách năm 2006 của các tỉnh thành Việt Nam
Dự toán thu ngân sách năm 2006 của các tỉnh thành Việt Nam.
Đơn vị tính: tỷ đồng.
Tổng số: 251.400 tỷ đồng

## 15 tỉnh/thành có số thu cao nhất
1. Thành phố Hồ Chí Minh 67.254
2. Bà Rịa-Vũng Tàu 65.030
3. Hà Nội 34.075
4. Hải Phòng 9.752
5. Đồng Nai 8.782
6. Bình Dương 5.794
7. Quảng Ninh 4.371
8. Đà Nẵng 4.240
9. Vĩnh Phúc 4.027
10. Khánh Hòa 3.380
11. Bình Thuận 3.033,7
12. Hải Dương 2.550
13. Cần Thơ 2.093
14. Hà Tây 1.858
15. Nghệ An 1.667

## Vùng Đông Bắc (8.409,2)
1. Quảng Ninh 4.371
2. Lạng Sơn 875
3. Phú Thọ 640
4. Lào Cai 605
5. Thái Nguyên 522
6. Bắc Giang 430,2
7. Yên Bái 249
8. Cao Bằng 223,5
9. Tuyên Quang 216
10. Hà Giang 204
11. Bắc Kạn 73,5 (thấp thứ nhì cả nước)

## Tây Bắc (tổng cộng 686,55 tỷ)
1. Hòa Bình 268,4
2. Sơn La 273,3
3. Điện Biên 99,85 (thấp thứ ba cả nước)
4. Lai Châu 45 (thấp nhất cả nước)

## Đồng bằng sông Hồng (57.216 tỷ)
1. Hà Nội 34.075
2. Hải Phòng 9.752
3. Vĩnh Phúc 4.027
4. Hải Dương 2.550
5. Hà Tây 1.858
6. Hưng Yên 1.385,4
7. Thái Bình 1.145
8. Bắc Ninh 907,3
9. Ninh Bình 614
10. Nam Định 565,4
11. Hà Nam 336

## Bắc Trung Bộ (tổng cộng 5.355,42)
1. Nghệ An 1.667
2. Thanh Hóa 1.380
3. Thừa Thiên Huế 1.045
4. Hà Tĩnh 479,42
5. Quảng Bình 450
6. Quảng Trị 334

## Duyên hải miền trung (tổng số 14.183,5)
1. Đà Nẵng 4.240
2. Khánh Hòa 3.380
3. Bình Thuận 3.033,7
4. Bình Định 1.195
5. Quảng Nam 1.070
6. Quảng Ngãi 559
7. Phú Yên 438,5
8. Ninh Thuận 267,3

## Tây Nguyên (tổng cộng 3.497,5)
1. Lâm Đồng 1.197,2
2. Đăk Lăk 1.012
3. Gia Lai 810,75
4. Kon Tum 306,75
5. Đăk Nông 170,8

## Đông Nam Bộ (tổng cộng 149.854 tỷ)
1. Thành phố Hồ Chí Minh 67.254
2. Bà Rịa-Vũng Tàu 65.030
3. Đồng Nai 8.782
4. Bình Dương 5.794
5. Bình Phước 863,5
6. Tây Ninh 950,6

## Đồng bằng sông Cửu Long (tổng cộng 13.187 tỷ)
1. Cần Thơ 2.093
2. An Giang 1.615
3. Long An 1.282
4. Tiền Giang 1.260
5. Đồng Tháp 1.234
6. Kiên Giang 1.198,2
7. Vĩnh Long 918,9
8. Cà Mau 889,5
9. Bến Tre 668
10. Bạc Liêu 672,9
11. Sóc Trăng 666,5
12. Trà Vinh 397
13. Hậu Giang 300